# Obrium fractum
Obrium fractum là một loài bọ cánh cứng trong họ Cerambycidae.